# Kedar Ganga
Kedar Ganga és un torrent de muntanya a Uttarakhand que neix a 30° 54′ N, 79° 05′ E / 30.900°N,79.083°E i corre en direcció cap al nord-oest durant un màxim de 20 km per desaiguar al riu Bhagirathi pel seu costat esquerre, just sota Gangotri. Quan es fon la neu el seu cabal puja considerablement.